# Euphyia farsica
Euphyia farsica är en fjärilsart som beskrevs av Brandt 1941. Euphyia farsica ingår i släktet Euphyia och familjen mätare. Inga underarter finns listade i Catalogue of Life.